# 케이프관박쥐
케이프관박쥐(Rhinolophus capensis)는 관박쥐과에 속하는 박쥐의 일종이다. 남아프리카공화국의 토착종이며, 서식지 감소와 보금자리 교란으로 잠재적인 위협을 받고 있지만 개체수가 충분히 많기 때문에 국제 자연 보전 연맹(IUCN)이 "관심대상종"으로 간주하고 있다.

## 특징
보통 크기의 박쥐로 전체 몸길이가 80~98mm, 전완장이 47~51mm, 꼬리 길이가 24~32mm이다. 정강뼈 길이는 17~21mm, 귀 길이는 21~25mm이고 몸무게는 최대 13g이다. 등 쪽 털은 갈색부터 밝은 갈색까지 다양하지만 배 쪽은 좀더 밝다. 귀는 비교적 짧다. 잎코는 뾰족한 피침형이다. 핵형은 2n=58, FNa=60이다.

## 생태
동굴 안 쪽에 은신한다. 최대 500마리까지 무리를 지어 생활하지만 수 천 마리까지 모일 수도 있다. 암수가 함께 생활한다. 해가 진 후 2시간 이내에 포식 활동이 절정에 달한다. 울창한 숲 속에서 주로 딱정벌레를 먹이를 먹는다. 수컷은 10월부터 5월 사이에 정자를 만들고, 남반구 겨울 동안에 이를 유지한 후 8월과 9월 사이에 번식을 한다. 3~4개월간의 임신 기간 후 11월과 12월 사이에 새끼를 낳는다.

## 분포 및 서식지
남아프리카공화국 노던케이프주와 웨스턴케이프주, 이스턴케이프주에 널리 분포한다. 아프리카 고산지대 숲과 사바나 지역, 해안가 숲, 핀보스 지역에서 서식한다.